# منتخب جزر أولاند لكرة القدم
منتخب جزر أولاند لكرة القدم هو المنتخب الذي يمثل جزر أولاند ذات الأغلبية الناطقة بالسويدية والمتمتعة بالحكم الذاتي في فنلندا في ألعاب الجزر، هذا المنتخب ليس عضو في الفيفا و اليويفا.